# Abilds socken
Abilds socken i Halland ingick i Årstads härad, ingår sedan 1971 i Falkenbergs kommun och motsvarar från 2016 Abilds distrikt.
Socknens areal är 61,77 kvadratkilometer, varav 58,76 land. År 2000 fanns här 138 invånare. Godset Hjuleberg samt sockenkyrkan Abilds kyrka ligger i socknen. 

## Administrativ historik
Abilds socken har medeltida ursprung.
Vid kommunreformen 1862 övergick socknens ansvar för de kyrkliga frågorna till Abilds församling och för de borgerliga frågorna till Abilds landskommun.  Landskommunen inkorporerades 1952 i Årstads landskommun som 1971 uppgick i Falkenbergs kommun. Församlingen uppgick 2010 i Susedalens församling.
1 januari 2016 inrättades distriktet Abild, med samma omfattning som församlingen hade 1999/2000.  
Socknen har tillhört fögderier och domsagor enligt Årstads härad. De indelta båtsmännen tillhörde Södra Hallands första båtsmanskompani.

## Geografi och natur
Abilds socken ligger öster om Falkenberg med Suseån i öster och med Mossjön i den centrala delen. Socknen är slättbygd i sydväst och kuperad skogsbygd i norr och öster.
Sjöreds naturreservat är ett kommunalt naturreservat.
En sätesgård var Hjulebergs säteri.
Länsväg 150 går genom socknen i öst-västlig riktning.

## Fornlämningar
Från stenåldern finns inga gravar bevarade, men däremot en del enskilda fynd som flintyxor och dolkar. En del fynd finns från yngre romersk järnåldern och folkvandringstiden, bland annat en guldring på 18 gram. Vid Hjuleberg finns den så kallade Munkastenen som har 45 skålgropar.

## Befolkningsutveckling
Befolkningen ökade från 725 1810 till 946 1870 varefter den minskade stadigt till 150 1990.

## Namnet
Namnet (1431 Apulde) kommer från en nu försvunnen by vid kyrkan. Namnet innehåller apald, apel, äppelträd'.

## Befolkningsutveckling
| Befolkningsutvecklingen i Abilds socken 1750–1990                                                       | Befolkningsutvecklingen i Abilds socken 1750–1990 | Befolkningsutvecklingen i Abilds socken 1750–1990 | Befolkningsutvecklingen i Abilds socken 1750–1990 | Befolkningsutvecklingen i Abilds socken 1750–1990 |
| --- | ------------------------------------------------- | ------------------------------------------------- | ------------------------------------------------- | ------------------------------------------------- |
| |                                                   |                                                   |                                                   |                                                   |
| År |                                                   |                                                   | Folkmängd                                         |                                                   |
| 1750 | 1750                                              |                                                   | 566                                               |                                                   |
| 1760 | 1760                                              |                                                   | 601                                               |                                                   |
| 1769 | 1769                                              |                                                   | 676                                               |                                                   |
| 1780 | 1780                                              |                                                   | 672                                               |                                                   |
| 1790 | 1790                                              |                                                   | 654                                               |                                                   |
| 1800 | 1800                                              |                                                   | 724                                               |                                                   |
| 1810 | 1810                                              |                                                   | 725                                               |                                                   |
| 1820 | 1820                                              |                                                   | 688                                               |                                                   |
| 1830 | 1830                                              |                                                   | 700                                               |                                                   |
| 1840 | 1840                                              |                                                   | 748                                               |                                                   |
| 1850 | 1850                                              |                                                   | 857                                               |                                                   |
| 1860 | 1860                                              |                                                   | 933                                               |                                                   |
| 1870 | 1870                                              |                                                   | 946                                               |                                                   |
| 1880 | 1880                                              |                                                   | 894                                               |                                                   |
| 1890 | 1890                                              |                                                   | 766                                               |                                                   |
| 1900 | 1900                                              |                                                   | 666                                               |                                                   |
| 1910 | 1910                                              |                                                   | 659                                               |                                                   |
| 1920 | 1920                                              |                                                   | 565                                               |                                                   |
| 1930 | 1930                                              |                                                   | 553                                               |                                                   |
| 1940 | 1940                                              |                                                   | 527                                               |                                                   |
| 1950 | 1950                                              |                                                   | 414                                               |                                                   |
| 1960 | 1960                                              |                                                   | 327                                               |                                                   |
| 1970 | 1970                                              |                                                   | 226                                               |                                                   |
| 1980 | 1980                                              |                                                   | 171                                               |                                                   |
| 1990 | 1990                                              |                                                   | 150                                               |                                                   |
| Anm: Källor: Umeå universitet - Tabellverket 1749-1859, Demografiska databasen, CEDAR, Umeå universitet |                                                   |                                                   |                                                   |                                                   |